# ジョン・バーンズ・チャンス
ジョン・バーンズ・チャンス（英: John Barnes Chance、1932年11月20日 - 1972年8月16日）は、アメリカ合衆国の作曲家。
『呪文と踊り』、『朝鮮民謡の主題による変奏曲』、『ブルーレイク序曲』など、新ロマン主義のスタイルによる吹奏楽曲で知られる。

## 人物・来歴
テキサス大学オースティン校でクリフトン・ウィリアムズに作曲を師事する。オースティン交響楽団でティンパニ奏者として活動した後、第4・第8アメリカ陸軍軍楽隊でアレンジャーに就いた。
1966年から、ケンタッキー大学にて教鞭をとる。
1972年8月16日、ケンタッキー州レキシントンの自宅で、感電事故により急死した。39歳であった。

## 作品
若い音楽家向けの作品が多い。特に1960年から1962年まで、Foundation Young Composers Projectの一環としてノースカロライナ州グリーンズボロのパブリックスクールに教師兼作曲家として赴任していたときのものに多い。

### 管弦楽曲
- 交響曲第1番（1956年）
- Overture to a Fairy Tale, orchestra (1957)
- Fiesta!, orchestra (1960)
- Satiric Suite, string orchestra (1961)
- Kyrie and Alleluia, chorus and orchestra (1967)
- Burletta, a chromatic piece.

### 吹奏楽曲
- 呪文と踊り Incantation and Dance (1960)
- Alleluia, chorus and concert band (1962)
- Ballad and March, on American traditional text, chorus and concert band (1962)
- 朝鮮民謡の主題による変奏曲 Variations on a Korean Folk Song (1967)
- ブルーレイク序曲 Blue Lake Overture (1971)
- Elegy, concert band (1972)
- 交響曲第2番 Symphony no. 2 (1972)

### 室内楽曲
- Credo, trumpet and piano (1959)
- Introduction and Capriccio, woodwind ensemble with piano (1966)

### 声楽曲
- Blessed are They that Mourn, from Biblical text, chorus, horn, strings, and percussion (1961)
- The Noiseless, Patient Spider, text from Walt Whitman, female choir and flutes (1961)
- 3 Songs, text E. E. Cummings, soprano, flute, and piano (1962)